# Richard Carr
Richard John Carr (Jha Jha, 21 januari 1911 - onbekend) was een Indiaas hockeyer
Carr speelde tijdens de Olympische Zomerspelen 1932 als spits mee in de wedstrijd tegen Japan en maakte één doelpunt, samen met zijn ploeggenoten won hij de gouden medaille. In het atletiektoernooi bleef hij met zijn ploeggenoten steken in de series van de 4x100 meter estafette.

## Resultaten
- 1932  Olympische Zomerspelen in Los Angeles